# BET Awards 2024
Die BET Awards 2024 waren die 24. von Black Entertainment Television (BET) vergebenen BET Awards, die an Künstler in den Bereichen Musik, Schauspiel, Film und Sport vergeben wurden. Die Verleihung fand am 25. Juni 2023 im Peacock Theater, Los Angeles, Kalifornien statt. Moderatorin war zum dritten Mal Taraji P. Henson.
Am häufigsten nominiert war Drake mit sieben Nominierungen, gefolgt von Nicki Minaj mit sechs Nominierungen. Mit je zwei gewonnenen Preisen waren Tyla, Victoria Monét & Usher Sieger des Abends.
Der BET Lifetime Achievement Award wurde an Usher vergeben.

## Liveauftritte
| Künstler | Song(s) |
| Hauptshow | Hauptshow |
| --- | --- |
| Megan Thee Stallion | Hiss Boa Where Them Girls At |
| Victoria Monét Kaytranada                                                                                               | On My Mama Alright |
| Sexyy Red | U My Everything Get It Sexyy |
| VanVan Heiress Harris                                                                                                   | Be You |
| Will Smith Fridayy Sunday Service Choir Kirk Franklin                                                                   | You Can Make It |
| GloRilla Megan Thee Stallion                                                                                            | Yeah Glo! Wanna Be |
| Shaboozey J-Kwon | A Bar Song (Tipsy) Tipsy |
| Latto | Sunday Service Big Mama |
| Tyla Gunna Skillibeng                                                                                                   | Jump |
| Doechii | Rocket |
| Ice Spice | Phat Butt Think U the Shit (Fart) |
| Childish Gambino Keke Palmer Summer Walker Coco Jones Marsha Ambrosius Chlöe Tinashe Teyana Taylor Victoria Monét Latto | Tribute to Usher U Don't Have to Call You Make Me Wanna... Good Good There Goes My Baby Superstar Good Kisser Nice & Slow Bad Girl Yeah! |
| Lauryn Hill YG Marley Wyclef Jean                                                                                       | The Miseducation of Lauryn Hill Lost Ones Survival Praise Jah in the Moonlight Fu-Gee-La                                                 |
| BET Amplified Stage | |
| Tanner Adell | Buckle Bunny Cowboy |

## Gewinner und Nominierte
Die Gewinner sind fett markiert und vorangestellt.
| Album of the Year | Video of the Year |
| --- | --- |
| - Michael – Killer Mike - 11:11 – Chris Brown - A Gift & a Curse – Gunna - American Dream – 21 Savage - Coming Home – Usher - For All the Dogs Scary Hours Edition – Drake - Jaguar II – Victoria Monét - Pink Friday 2 – Nicki Minaj                                                                                         | - On My Mama – Victoria Monét - Agora Hills – Doja Cat - All My Life – Lil Durk featuring J. Cole - Barbie World – Nicki Minaj & Ice Spice with Aqua - Bongos – Cardi B featuring Megan Thee Stallion - First Person Shooter – Drake featuring J. Cole - Good Good – Usher, Summer Walker & 21 Savage - Rich Baby Daddy – Drake featuring Sexyy Red & SZA |
| Best New Artist | Best Collaboration |
| - Tyla - 41 - 4Batz - Ayra Starr - BossMan Dlow - Fridayy - October London - Sexyy Red | - All My Life – Lil Durk featuring J. Cole - America Has a Problem (Remix) – Beyoncé featuring Kendrick Lamar - Barbie World – Nicki Minaj & Ice Spice with Aqua - Bongos – Cardi B featuring Megan Thee Stallion - Carnival – ¥$ (Ye & Ty Dolla Sign) featuring Rich the Kid & Playboi Carti - Don't Play with It (Remix) – Lola Brooke featuring Latto & Yung Miami - Everybody – Nicki Minaj featuring Lil Uzi Vert - Good Good – Usher, Summer Walker & 21 Savage - Rich Baby Daddy – Drake featuring Sexyy Red & SZA |
| Best Female R&B/Pop Artist | Best Male R&B/Pop Artist |
| - SZA - Beyoncé - Coco Jones - Doja Cat - H.E.R. - Muni Long - Tyla - Victoria Monét | - Usher - Brent Faiyaz - Bryson Tiller - Burna Boy - Chris Brown - Drake - Fridayy - October London |
| Best Female Hip Hop Artist | Best Male Hip Hop Artist |
| - Nicki Minaj - Cardi B - Doja Cat - GloRilla - Ice Spice - Latto - Megan Thee Stallion - Sexyy Red | - Kendrick Lamar - 21 Savage - Burna Boy - Drake - Future - Gunna - J. Cole - Lil Wayne |
| Best Group | Dr. Bobby Jones Best Gospel/Inspirational Award |
| - ¥$ - 2 Chainz & Lil Wayne - 41 - Blxst & Bino Rideaux - City Girls - FLO - Maverick City Music - Wanmor | - Me & U – Tems - Award All of the Glory – Shirley Caesar - All Things – Kirk Franklin - Angel – Halle - Come Jesus Come – CeCe Winans - Do You Believe in Love? – Erica Campbell - God Problems – Maverick City Music, Naomi Raine & Chandler Moore - Try Love – Kirk Franklin |
| BET Her Award | Video Director of the Year |
| - On My Mama – Victoria Monét - 16 Carriages – Beyoncé - Blessings – Nicki Minaj featuring Tasha Cobbs Leonard - Commas – Ayra Starr - Fly Girl – FLO featuring Missy Elliott - Hiss – Megan Thee Stallion - Saturn – SZA - Yeah Glo! – GloRilla                                                                              | - Cole Bennett - Benny Boom - Child. - Dave Meyers - Janelle Monáe & Alan Ferguson - Offset - Tems - Tyler, the Creator |
| Best Movie | Best Actress |
| - Bob Marley: One Love - Amerikanische Fiktion (American Fiction) - Renaissance: A Film by Beyoncé - Spider-Man: Across the Spider-Verse - The Book of Clarence - Die Farbe Lila (The Color Purple) - The Equalizer 3 – The Final Chapter (The Equalizer 3) - Arielle, die Meerjungfrau (The Little Mermaid)                  | - Regina King - Angela Bassett - Ayo Edebiri - Coco Jones - Danielle Brooks - Fantasia Barrino - Halle Bailey - Issa Rae |
| Best Actor | YoungStars Award |
| - Denzel Washington - Anthony Mackie - Colman Domingo - Damson Idris - Donald Glover - Idris Elba - Jeffrey Wright - Lakeith Stanfield | - Blue Ivy Carter - Akira Akbar - Demi Singleton - Heiress Diana Harris - Jabria McCullum - Jalyn Hall - Leah Jeffries - Van Van |
| Sportswoman of the Year | Sportsman of the Year |
| - Angel Reese - A'ja Wilson - Coco Gauff - Flau'jae Johnson - Juju Watkins - Naomi Osaka - Sha'Carri Richardson - Simone Biles | - Jalen Brunson - Anthony Edwards - Gervonta Davis - Jalen Hurts - Kyrie Irving - LeBron James - Patrick Mahomes - Stephen Curry |
| Best International Act | Best New International Act |
| - Tyla (Südafrika) - Asake (Nigeria) - Aya Nakamura (Frankreich) - Ayra Starr (Nigeria) - BK' (Brasilien) - Cleo Sol (Vereinigtes Königreich) - Focalistic (Südafrika) - Karol Conká (Brasilien) - Raye (Vereinigtes Königreich) - Tiakola (France)                                                                           | - Makhadzi (Südafrika) - Bellah (Vereinigtes Königreich) - Cristale (Vereinigtes Königreich) - Duquesa (Brasilien) - Holly G (Frankreich) - Jungeli (Frankreich) - Oruam (Brasilien) - Seyi Vibez (Nigeria) - Tyler ICU (Südafrika) |
| Viewer's Choice Award | Lifetime Achievement Award |
| - Texas Hold ’Em – Beyoncé - Agora Hills – Doja Cat - All My Life – Lil Durk featuring J. Cole - Fukumean – Gunna - Lovin on Me – Jack Harlow - Made for Me – Muni Long - On My Mama – Victoria Monét - Rich Baby Daddy – Drake featuring Sexyy Red & SZA - Sensational – Chris Brown featuring Davido & Lojay - Water – Tyla | - Usher |